# 南京市口腔医院
南京市口腔医院，又名南京大学医学院附属口腔医院（英文：Nanjing Stomatological Hospital或Nanjing University Stomatological Hospital），位于中国江苏省南京市中央路30号，前身为国立中央卫生实验院牙症防治所，是一家集医疗、教学、科研于一体的口腔专科医疗机构，南京大学的三所附属医院之一，江苏省首批三级甲等医院之一。现总床位300张，日门诊量1068人次，口腔基础医学和口腔临床医学为该院实力较强的学科。